# Vînohradne, Snihurivka, Mîkolaiiv
Vînohradne (în ucraineană Виноградне) este un sat în comuna Horohivske din raionul Snihurivka, regiunea Mîkolaiiv, Ucraina.

## Demografie
Componența lingvistică a localității Vînohradne
     Ucraineană (94,89%)
     Rusă (5,11%)
Conform recensământului din 2001, majoritatea populației localității Vînohradne era vorbitoare de ucraineană (94,89%), existând în minoritate și vorbitori de rusă (5,11%).